# Maughanasilly Fossa
La Maughanasilly Fossa è una struttura geologica della superficie di Europa.